# Пройс, Йозефина
Йозефина Пройс (нем. Josefine Preuß; род. 13 января 1986 года, Цеденик, Верхний Хафель, Бранденбург, ГДР) — немецкая актриса театра, кино, телевидения и озвучивания. Наиболее известна по ролям — Лены Шнайдер в телесериале «Турецкий для начинающих» и Люси Монтроуз в экранизации трилогии Керстин Гир «Таймлесс».

## Биография
Пройс родилась 13 января 1986 года в Цеденике (близ Потсдама, земля Бранденбург), в семье полицейского и учительницы истории, но выросла вместе со старшей сестрой в Потсдаме. Училась в потсдамской гимназии имени Германа фон Гельмгольца (нем.).
Йозефина стала проявлять свои актёрские таланты с раннего детства. В театре имени Ханса Отто (нем.) она исполнила несколько главных детских ролей. Также в юном возрасте принимала участие в театральной школьной труппе «Тайфун».
Йозефина развивала свой характер, не только перенимая черты своих сценических героев, но и посещая различные кружки по интересам. В 1993 году она стала победителем по ритмической гимнастике на «Бранденбургском Чемпионате Юниоров». С 1997 по 2001 год посещала уроки пения, позже увлеклась балетом и современными танцами. Также обучалась игре на скрипке, занималась акробатикой и верховой ездой.

## Карьера
Её прорывом стала роль Анны Райхенбах в телесериале «Маленькие Эйнштейны», мыльной оперы для детей, в которой она снималась с 1999 по 2001 год. Она снималась в многочисленных фильмах и передачах, таких как: «Отдел 40» (нем. Abschnitt 40) и «Школьная поездка» (нем. Klassenfahrt - Geknutscht wird immer). С 2002 года, для развития своей карьеры, Пройс посещала занятия в театральном училище Die Etage (нем.), но в 2004 году бросила обучение на последнем курсе. Позже на дом приглашала преподавателя по актёрскому мастерству. Вслед за этим снимается в фильме «Поцелуй меня, товарищ!» (нем. Küss mich, Genosse!), где играет девушку-радиодиджея, которой совершенно случайно попадают мячом в голову, после чего она совершает головокружительное путешествие в 1974 год. Там она познакомится со своими ещё юными родителями и научится выживать в суровых условиях Германской Демократической Республики.

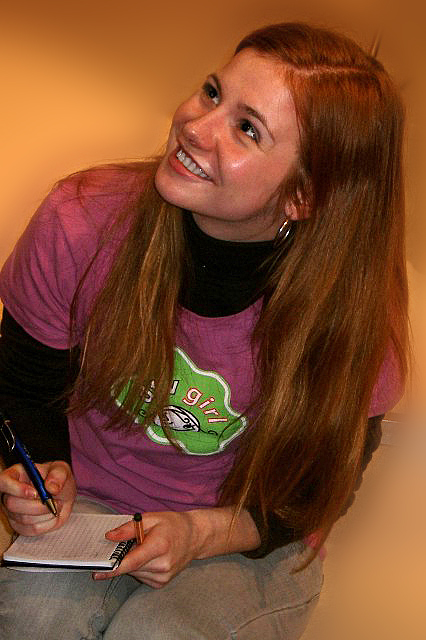
Пройс даёт автограф, 2007 год

Осенью 2005 года начались съёмки телесериала «Турецкий для начинающих». ARD выбрал Йозефину Пройс на роль Лены, старшей сестры Нильса и дочери Дорис Шнайдер. Переезжая в новую турецкую семью, героиня Пройс знакомится с Ягмур и Чемом, детьми мужа Дорис, и впоследствии развивает романтические отношения с последним. В первых двух сезонах Лена рассказывает о своих мыслях и чувствах наговаривая в камеру видеописьма своей уехавшей в Америку подруге — Кати. Эта роль принесла актрисе внушительную популярность, сделав кумиром среди подростков множества стран (Италии, Монако, Германии, России и т. д.), среди которых сериал завоевал популярность.
Устроившись на телеканал ProSieben в 2006 году, на котором она уже ранее с 2003 года вела телевизионную передачу для детей о книгах (нем.) Quergelesen, выступая под именем Josi, Пройс в возрасте 20 лет сыграла роль Спящей красавицы в сериале «Час сказки», каждый эпизод которого сериала основан на известной сказке, переделанной и обыгранной на новый лад.
В 2007 году вышел короткометражный фильм Флориана Андерса «Стулья в снегу», в котором Пройс сыграла 14-летнюю Клару, которая была похищена жестоким насильником Томасом и в течение пяти недель томилась в коробке в подвале жилого дома, подвергаясь жестокому обращению.
Летом 2008 года завершились съёмки в сериале Турецкий для начинающих, но через три года режиссёр телесериала (нем.) Бора Дагтекин решил создать спин-офф в формате полнометражного фильма, не меняя состав главных актёров. Съёмки проходили в Мюнхене и Берлине, а позже в Таиланде на острове Ко-Куд.
Фильм был удостоен премии «Бэмби» в номинации «Лучший национальный фильм».
В 2009 году Пройс пригласили исполнить главную роль киносериале «Лотта», первые два эпизода которого срежиссировал Эдзард Оннекен, ранее работавший с Йозефиной Пройс на съёмочной площадке Турецкий для начинающих.
Помимо работы в кино и на телевидении Йозефина Пройс озвучила множество аудиокниг различных жанров, от детских сказок до мистических триллеров. Также Пройс участвовала вместе с Элиасом М’Бареком в дублировании анимационного фильма «Монстры на каникулах», её персонажем была Мэйвис — дочь Дракулы. Осенью 2011 года снялась в музыкальном клипе немецкой инди-рок группы EMMA6 на песню «Leuchtfeuer»  Видео.

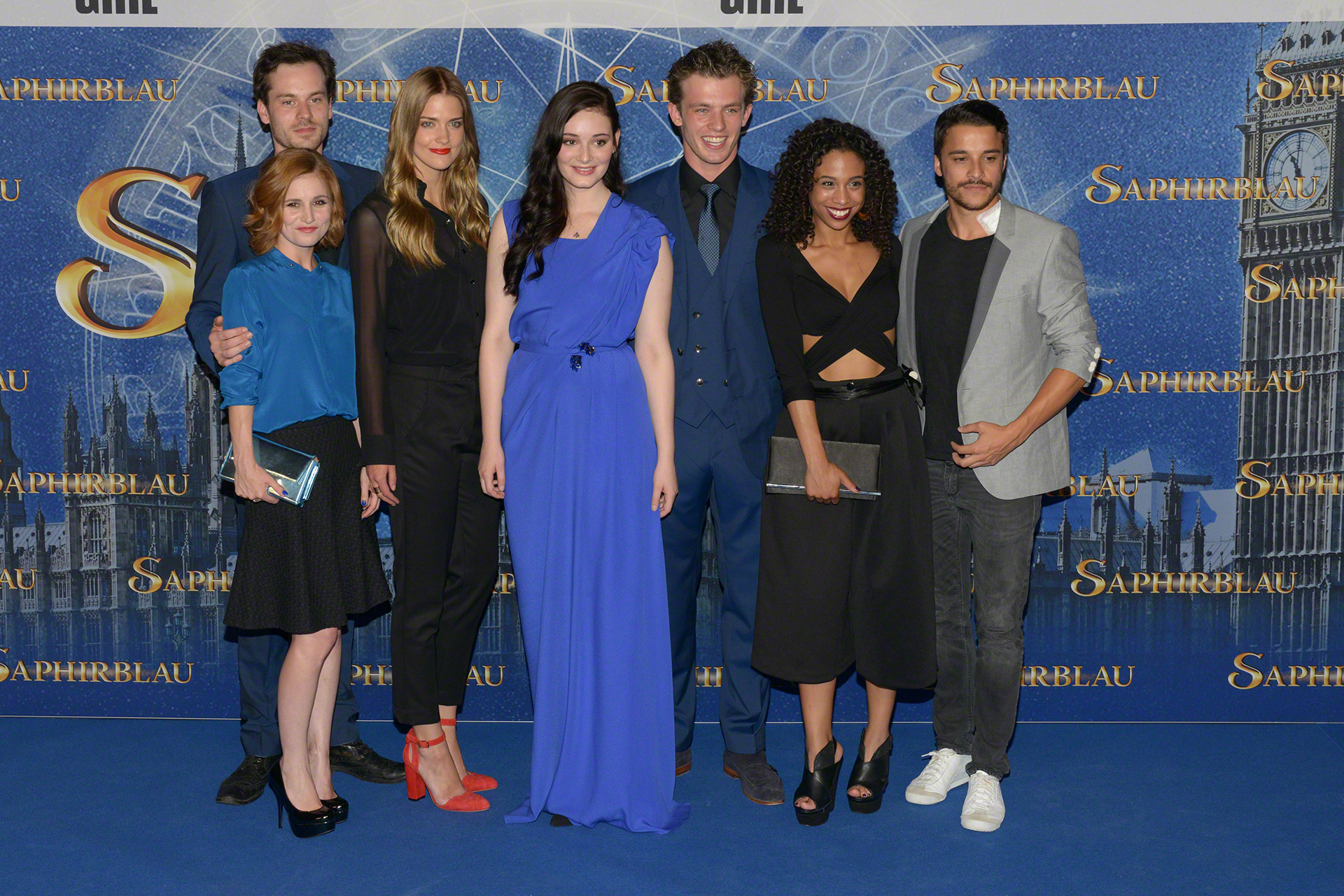
Йозефина (слева) с актёрским составом на премьере фильма Таймлесс 2: Сапфировая книга в Кёльне, 2014 год

В 2012 году начались съёмки экранизации первой части трилогии драгоценных камней Керстин Гир — «Таймлесс. Рубиновая книга», в котором Пройс исполнила роль Люси Монтроуз. Ранее Пройс уже озвучивала эту серию романов.
В том же году начались съёмки трёхсерийного мини-сериала Отель «Адлон»: Семейная сага под руководством немецкого кинорежиссёра Ули Эделя. Сериал был удостоен серебряной медали на Нью-Йоркском кинофестивале.
Для участия в очередном мини-сериале «Пилигрим» (экранизация одноимённого романа авторов-супругов Ины Клоке и Эльмара Волрата, пишущих под общим псевдонимом Ины Лоренц), премьера которого прошла на телеканале ZDF 5 января 2014 года, Йозефине Пройс пришлось полностью сменить свой имидж.
В 2014 году Йозефина Пройс удостоилась премии «Бэмби» в номинации «Лучшая национальная актриса» за роль в фильме «Повитуха», снятому по мотивам серии романов Забине Эберт, сиквел был выпущен в 2016 году.
С 2017 года активно принимает участие в съёмках экранизаций криминальных романов, таких как «Седьмой день» (нем. Der 7. Tag), «Второго шанса не будет» (нем. Keine zweite Chance) и «Шаттенгрунд» (нем. Schattengrund), транслируемых на телеканалах Sat.1 и ZDF. В конце февраля 2018 года вышел сериал «Ничего особенного» (нем. Nix Festes) от ZDFneo, в котором Пройс сыграла одну из ведущих ролей. Сериал описывает жизнь четверых друзей, пытающихся завести отношения, найти хорошую работу и открыть новые возможности в Берлине.

## Театр
| Год       | Русское название     | Оригинальное название  | Роль                 | Режиссёр       | Театр                |
| --------- | -------------------- | ---------------------- | -------------------- | -------------- | -------------------- |
| 1997      | Притворная простушка | La finta semplice      | баронесса Розина     | Стивен Лоулесс | Театр им. Ханса Отто |
| 1999—2000 | Светские дамы        | Damen der Gesellschaft | Мэри Хейнс в детстве | Антье Ленкейт  | Театр им. Ханса Отто |

## Фильмография
| Год       |     | Русское название                          | Оригинальное название                      | Роль                                                                            |
| --------- | --- | ----------------------------------------- | ------------------------------------------ | ------------------------------------------------------------------------------- |
| 2001—2006 | с   | Маленькие Эйнштейны                       | Schloss Einstein                           | Анна Райхенбах (нем. Anna Reichenbach)                                          |
| 2002      | с   | Пенго: Каменный век                       | Pengo! Steinzeit!                          | Тони Борг (нем. Toni Borg)                                                      |
| 2004      | с   | Сабина                                    | Sabine!                                    | София Лехман (нем. Sophia Lehmann)                                              |
| 2004      | ф   | Ярго                                      | Jargo                                      | Эмилия (нем. Emilia)                                                            |
| 2004      | с   | Инспектор                                 | Inspektor Rolle                            | Трикси (нем. Trixi)                                                             |
| 2004      | тф  | Школьная поездка                          | Klassenfahrt. Geknutscht wird immer        | Ванесса (нем. Vanessa „Nessie“)                                                 |
| 2005      | с   | Все друзья                                | In aller Freundschaft                      | Саския Баннах (нем. Saskia Bannach)                                             |
| 2005      | с   | Отдел 40                                  | Abschnitt 40                               | Мария Вагнер (нем. Marie Wagner)                                                |
| 2006      | кор | Внеурочный                                | Afterhour                                  | Сара (нем. Sara)                                                                |
| 2006—2007 | с   | Криминальный кроссворд                    | SOKO                                       | Ким (нем. Kim) Анги Лангнер (нем. Angie Langner) Йоханна Бек (нем. Joanna Beck) |
| 2006      | тф  | Студенческий обмен: Француженки прибывают | Schüleraustausch – Die Französinnen kommen | София (фр. Sophie)                                                              |
| 2006—2008 | с   | Турецкий для начинающих                   | Türkisch für Anfänger                      | Хелена „Лена“ Клодетта Шнайдер (нем. Helena „Lena“ Claudette Schneider)         |
| 2007      | с   | Одно дело на двоих                        | Ein Fall für zwei                          | Сандра Брукнер (нем. Sandra Brückner)                                           |
| 2007      | с   | Именем закона                             | Im Namen des Gesetzes                      | Катрин Лайпольд (нем. Katrin Leipold)                                           |
| 2007      | тф  | Поцелуй меня, товарищ!                    | Küss mich, Genosse!                        | Александра Лютьенс (нем. Alexandra Lütjens)                                     |
| 2007—2012 | с   | Час сказки                                | Die Märchenstunde                          | Спящая красавица (нем. Dornröschen) Папатия (нем. Papatya)                      |
| 2007      | кор | Стулья в снегу                            | Stühle im Schnee                           | Клара (нем. Klara)                                                              |
| 2007      | с   | Рождественский мешок и Принцесса          | Beutolomäus und die Prinzessin             | Принцесса Элеонора (нем. Prinzessin Eleonore)                                   |
| 2008      | с   | Дуэт                                      | Das Duo                                    | Вера Корвин (нем. Wera Korwin)                                                  |
| 2008      | с   | Делль и Рихтховен                         | Dell & Richthoven                          | Ребекка Лерх (нем. Rebecca Lerch)                                               |
| 2008      | с   | Комиссар Штольберг                        | Stolberg                                   | Ясмин Кегель (нем. Jasmin Kogel)                                                |
| 2008      | тф  | Очень смешное кино                        | Eine wie keiner                            | Мелани „Мелли“ Мюллер (нем. Melanie „Melli“ Mueller)                            |
| 2008      | тф  | Карлик нос                                | Zwerg Nase                                 | Мими (нем. Mimi)                                                                |
| 2009      | с   | Береговая охрана                          | Küstenwache                                | Свенья Аустерман (нем. Svenja Austermann)                                       |
| 2009      | тф  | Брюзга                                    | Der Stinkstiefel                           | Амелия Майбах (нем. Amelie Maibach)                                             |
| 2009—2014 | с   | Место преступления                        | Tatort                                     | Джеки (нем. Jackie) Муза Пэтти (нем. Muse Patty) Юлия Бариг (нем. Julia Bahrig) |
| 2009      | тф  | Судья без мантии                          | Richterin ohne Robe                        | Неле Хинрикс (нем. Nele Hinrichs)                                               |
| 2010      | с   | Прокурор                                  | Der Staatsanwalt                           | Сара Винтер (нем. Sarah Winter)                                                 |
| 2010—2019 | с   | Лотта                                     | Lotta & ...                                | Шарлотта „Лотта“ Бринкхаммер (нем. Charlotte „Lotta“ Brinkhammer)               |
| 2010      | с   | Данни Ловински                            | Danni Lowinski                             | Фанни (нем. Fanny)                                                              |
| 2010      | с   | Семья доктора Клайста                     | Familie Dr. Kleist                         | Лиана Фюрстенберг (нем. Liane Fürstenberg)                                      |
| 2011      | с   | Дневник доктора                           | Doctor’s Diary                             | Сильвия Бротшнайдер (нем. Silvi Brotschneider)                                  |
| 2011      | тф  | В лучшем возрасте                         | Im besten Alter                            | Франциска Петерсен (нем. Franziska Petersen)                                    |
| 2011      | тф  | Бермудский треугольник: Северное море     | Bermuda-Dreieck Nordsee                    | Сара Венсберг (нем. Sara Wensberg)                                              |
| 2011      | тф  | Беата Узе                                 | Beate Uhse – Das Recht auf Liebe           | Сусанна Тойфер (нем. Susanne Teufer)                                            |
| 2011      | ф   | Влюбленная женщина                        | Rubbeldiekatz                              | Бенита (нем. Benita)                                                            |
| 2012      | ф   | Турецкий для начинающих                   | Türkisch für Anfänger (Film)               | Лена Шнайдер (нем. Lena Schneider)                                              |
| 2012      | тф  | Аппарат                                   | Die Apps                                   | Фая (нем. Faye)                                                                 |
| 2013      | мтф | Отель «Адлон»: Семейная сага              | Das Adlon. Eine Familiensaga               | Соня Шадт (нем. Sonja Schadt)                                                   |
| 2013      | ф   | Таймлесс. Рубиновая книга                 | Rubinrot                                   | Люси Монтроуз (англ. Lucy Montrose)                                             |
| 2013      | ф   | Проклятое место                           | Lost Place                                 | Джессика (англ. Jessica)                                                        |
| 2014      | тф  | Пилигрим                                  | Die Pilgerin                               | Тилла Виллингер (нем. Tilla Willinger)                                          |
| 2014      | тф  | Повитуха                                  | Die Hebamme                                | Геза (нем. Gesa)                                                                |
| 2014      | ф   | Мужские ошибки                            | Irre sind männlich                         | Миа (нем. Mia)                                                                  |
| 2014      | ф   | Таймлесс 2: Сапфировая книга              | Saphirblau                                 | Люси Монтроуз (англ. Lucy Montrose)                                             |
| 2014      | мтф | Все на выход!                             | Alles muss raus – Eine Familie rechnet ab  | Янина Краузе (нем. Janine Krause)                                               |
| 2015      | тф  | Северное убийство                         | Nord Nord Mord                             | Ханна Кронен (нем. Hannah Kronen)                                               |
| 2016      | тф  | Повитуха 2                                | Die Hebamme II                             | Геса (нем. Gesa)                                                                |
| 2016      | ф   | Таймлесс 3: Изумрудная книга              | Smaragdgrün                                | Люси Монтроуз (англ. Lucy Montrose)                                             |
| 2016      | мтф | Захер: История соблазна                   | Das Sacher. In bester Gesellschaft         | Констанция фон Траунштайн (нем. Konstanze von Traunstein)                       |
| 2017      | с   | Оттенки греха                             | Schuld nach Ferdinand von Schirach         | Тереза Таклер (нем. Theresa Tackler)                                            |
| 2017      | ф   | Всегда вперёд!                            | Vorwärts immer!                            | Анна Вольф (нем. Anne Wolf)                                                     |
| 2017      | тф  | Седьмой день                              | Der 7. Tag                                 | Таня Браунгарт (нем. Tanja Braungart)                                           |
| 2017      | мтф | Второго шанса не будет                    | Keine zweite Chance                        | Лидия Керн (нем. Lydia Kern)                                                    |
| 2018—2021 | с   | Ничего особенного                         | Nix Festes                                 | Вибке Буш (нем. Wiebke Busch)                                                   |
| 2018      | ф   | Убирайся, Белоснежка                      | Verpiss Dich, Schneewittchen               | Джесси (нем. Jessi)                                                             |
| 2018      | тф  | Шаттенгрунд                               | Schattengrund                              | Никола Вагнер (нем. Nicola Wagner)                                              |
| 2018      | тф  | Твоя жизнь принадлежит мне                | Gestalkt – Dein Leben gehört mir           | Мари-Луиза „МаЛу“ Бурштедт (нем. Marie-Luise „MaLu“ Barstedt)                   |
| 2019      | тф  | Смертный приговор                         | Todesfrist – Nemez und Sneijder ermitteln  | Сабина Немец (нем. Sabine Nemez)                                                |
| 2021      | тф  | Смертный приговор 2                       | Todesurteil – Nemez und Sneijder ermitteln | Сабина Немец (нем. Sabine Nemez)                                                |
| 2022      | с   | Муспилли                                  | Muspilli                                   | Фина Муспилли (нем. Fina Muspilli)                                              |
| 2022      | ф   | Тот самый момент                          | The Very Moment                            | Эвита (нем. Evita)                                                              |
| 2023      | тф  | Гости на ужин                             | Gäste zum Essen                            | Моника Попов (нем. Monika Popov)                                                |
| 2023—2025 | с   | Доктор Найс                               | Dr. Nice                                   | Чарли Винклер (нем. Charlie Winkler)                                            |
|           | ф   | Я знаю твоё лицо                          | I Know Your Face                           | Лиза Хайнрикс (нем. Lisa Heinrichs)                                             |

## Дублирование и закадровое озвучивание
Помимо работы в кино и на телевидении, Пройс занимается закадровым озвучиванием фильмов и аудиокниг для немецкоговорящих стран. За свою карьеру она уже успела поработать в нескольких издательствах, таких как: Random House Audio, Argon Verlag, Hörbuch Hamburg и Audible.

### Дублирование

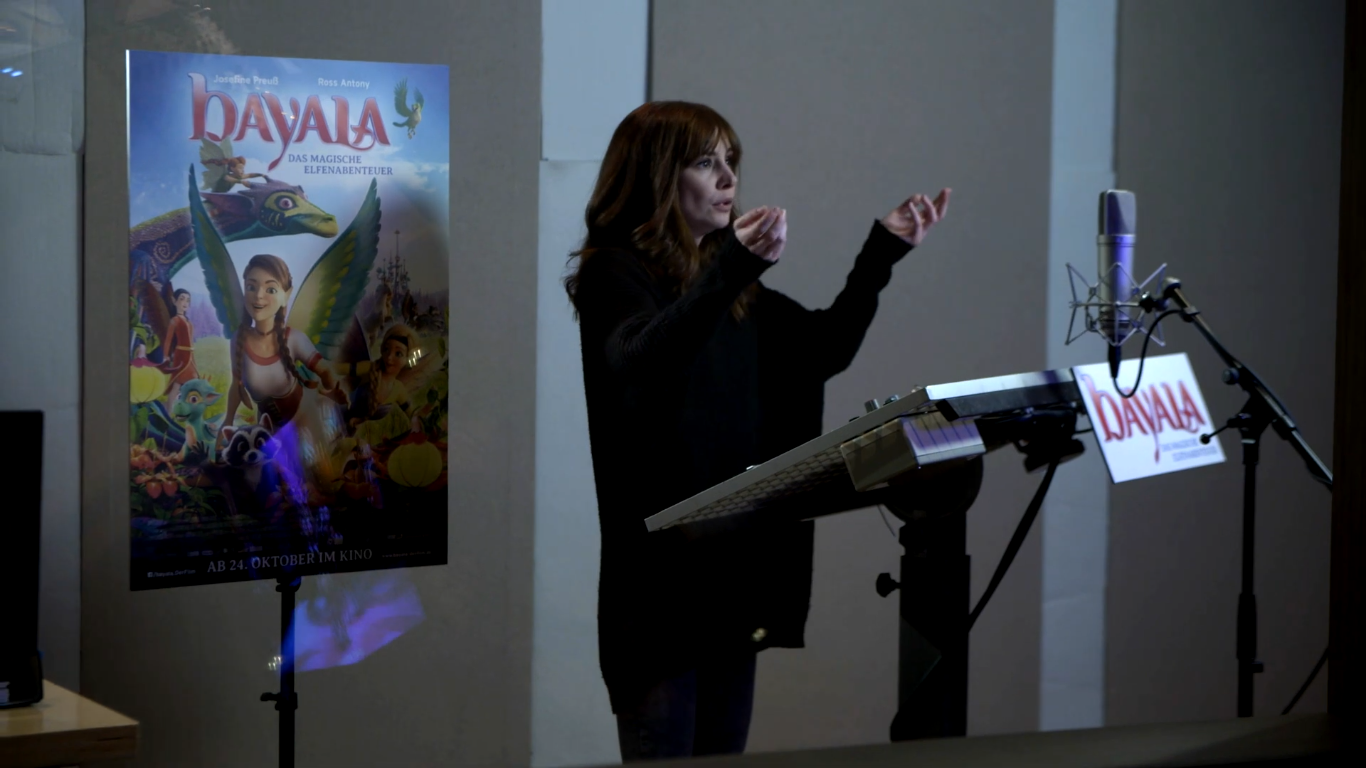
Работа над закадровым озвучиванием анимационного фильма Феи: Тайна страны драконов (англ.)

#### Фильмы
- 2013 — Мьянма идёт к демократии[b] — Тин Тин Шве

#### Мультфильмы
- 2012 — Монстры на каникулах — Мэйвис Дракула
- 2013 — Эпик — Мэри-Кэтрин
- 2016 — Зверополис — Джуди Хопс
- 2019 — Феи: Тайна страны драконов — Сура
- 2019 — Клаус — Альва
- 2024 — Нико: За северным сиянием — Вилма

### Озвучивание

#### Радиопостановки
- Рождественский мешок и Принцесса — радиоспектакль на ЦГР по сериалу от KiKA
- Турецкий для начинающих — радиоспектакль к фильму на СГР
- Зверополис — новеллизация мультфильма от немецкого издательства аудиокниг и радиоспектаклей der Hörverlag

#### Аудиокниги
- Серия рассказов Сары Пеннипакер: «Клементина», «Клементина и роковое письмо», «Поднят занавес для Клементины»
- «Революция» Дженнифер Доннелли
- «Великая резня хомяков» Кэти Дэвис
- Серия романов Элли Конди: «Обручённые», «Непокорные»
- «Лягушка или Прекрасный Принц?» Гермин Стеллмахер
- «Я сказала правду» Керстин Гир
- «Девочка-призрак» Тоня Хёрли
- Сказки братьев Гримм (рассказы: «Волк и семеро козлят», «Гусятница», «Девушка-безручка», «Семь воронов») Братья Гримм
- «Шпионка Гарриет» Луис Фитцью
- «Счастливая семья» Давид Сафир
- «Волшебный дневник» Сесилия Ахерн
- «Джули и Белоснежка» Франка Дювель
- «Поцелуй волка: Волшебная история любви Красной Шапочки» Габриэлла Энгельманн
- «Макси и Мо» Дагмар Гейслер
- Серия повестей Астрид Линдгрен: «Пеппи Длинныйчулок», «Пеппи отправляется в путь», «Пеппи в стране Така-Тука»
- «Филиппа и фея снов» Лиз Кесслер
- «Дождь» Вирджиния Бергин
- «Трилогия драгоценных камней» Керстин Гир
- «Жизнь на дверце холодильника» (в немецком переводе — «Увидимся завтра?») Элис Кёйперс
- «Семь метров для любви» Дора Хельдт
- Серия романов Карен Эльсте (эксклюзивно для Audible): «Менеджер по переходу», «Управление переходом»

## Награды и номинации
| Награды и номинации                     | Награды и номинации | Награды и номинации                       | Награды и номинации          | Награды и номинации |
| Награда                                 | Год                 | Категория                                 | Работа                       | Результат           |
| --------------------------------------- | ------------------- | ----------------------------------------- | ---------------------------- | ------------------- |
| Jupiter Award                           | 2019                | Лучшая национальная телевизионная актриса | Ничего особенного            | Победа              |
| Jupiter Award                           | 2017                | Лучшая национальная телевизионная актриса | Повитуха 2                   | Номинация           |
| ITFS                                    | 2014                | Лучшее синхронное озвучивание             | Эпик                         | Победа              |
| Goldene Kamera                          | 2014                | Лучшая национальная актриса               | Отель «Адлон»: Семейная сага | Номинация           |
| Бэмби                                   | 2014                | Лучшая национальная актриса               | Повитуха                     | Победа              |
| Бэмби                                   | 2012                | Лучший актёрский состав                   | Турецкий для начинающих      | Победа              |
| WAYA: Wild And Young Award              | 2012                | Лучшая женская роль                       | Турецкий для начинающих      | Победа              |
| Телевизионная премия им. Гюнтера Штрака | 2010                | Лучшая молодая актриса                    | Лотта                        | Номинация           |
| Премия Гримме                           | 2007                | Лучшая актриса                            | Турецкий для начинающих      | Победа              |
| Deutscher Comedypreis                   | 2007                | Лучшая комедийная актриса                 | Турецкий для начинающих      | Номинация           |
| Баварская телевизионная премия          | 2013                | Лучшая телевизионная актриса              | Отель «Адлон»: Семейная сага | Номинация           |
| Deutscher Fernsehpreis                  | 2013                | Лучшая актриса                            | Отель «Адлон»: Семейная сага | Номинация           |
| Deutscher Fernsehpreis                  | 2006                | Лучшая актриса                            | Турецкий для начинающих      | Победа              |
| Deutscher Fernsehpreis                  | 2005                | Лучший дебютант                           | Отдел 40                     | Победа              |
| Undine Award                            | 2005                | Лучшая молодая актриса                    | Школьная поездка             | Номинация           |

### Комментарии
1. ↑  В 2014 году был отснят только тизер с концепцией планируемого фильма для привлечения внимания продюсеров. Фильм длительное время находится в разработке у режиссёра Оливера Вергерса[24].
2. ↑  Документальный фильм о жизни в стране на пороге демократии после 60-ти лет военной диктатуры[27].